# Ana Teresa Aranda
Ana Teresa Aranda Orozco (León, Guanajuato; 26 de enero de 1954) es una política mexicana, miembro del Partido Acción Nacional, fue titular de la Secretaría de Desarrollo Social en el gobierno de Vicente Fox. El 27 de enero de 2008 fue nombrada Subsecretaria de Población, Migración y Asuntos Religiosos de la Secretaría de Gobernación, cargo que desempeñó hasta abril de 2009.

## Reseña biográfica
Ana Teresa Aranda vivió gran parte de su vida en Puebla de Zaragoza, Puebla, donde llevó a cabo sus estudios en la Instituto Oriente Puebla, así como diversos cursos y diplomados en la Universidad Popular Autónoma del Estado de Puebla, desde joven se ha desempeñado dentro de las estructuras femeniles del Partido Acción Nacional, colaborando en las campañas presidenciales de 1994 y 2000, y presidió el Partido en el estado de Puebla. En 1998 fue candidata a Gobernadora de Puebla y en 2000 a Senadora, cargo que no obtuvo, por lo que ese mismo año el presidente Vicente Fox la designó Directora del Sistema Nacional para el Desarrollo Integral de la Familia (DIF); cargo que tradicionalmente en México es ocupado por la esposa del Presidente de la República, pero en ese momento Fox era divorciado, y al casarse en 2001 con Marta Sahagún esta no asumió el cargo. Se mantuvo en ese cargo hasta el 6 de enero de 2006, cuando fue designada Secretaria de Desarrollo Social en sustitución de Josefina Vázquez Mota, nombrada coordinadora general de la campaña a la Presidencia de Felipe Calderón Hinojosa, su designación fue criticada por el hecho de no tener un título universitario y su presunta cercanía con Marta Sahagún, dicha crítica tuvo punto culminante cuando al comparecer ante la Cámara de Diputados se enfrentó a los diputados de la oposición que en protesta abandonaron el salón de plenos y con ello dieron por terminada dicha sesión.
En 2007 buscó ser candidata del PAN a la Presidencia Municipal de Puebla de Zaragoza, pero le fue negado el registro por no poder acreditar la residencia exigida por la ley, por lo que finalmente solicitó una carta de ciudadanía al Congreso de Puebla, que le fue otorgada y con la cual pudo registrarse formalmente como precandidata a presidenta municipal, disputa la candidatura con el diputado federal Antonio Sánchez Díaz de Rivera, quien finalmente obtuvo la candidatura.
El 27 de enero de 2008 el presidente Felipe Calderón Hinojosa la nombró Subsecretaria de Población, Migración y Asuntos Religios de la Secretaría de Gobernación, cargo en el cual sustituyó a Florencio Salazar Adame, a pesar de no tener ninguna acreditación académica que indique que comprenda temas migratorios o de población, tal vez salvo los religiosos por ser ferviente católica.
A principios del mes de abril de 2009, renunció a su cargo en virtud de pretender una candidatura por un curul federal en la Cámara de Diputados, su lugar fue ocupado por Alejandro Poiré Romero.
En repetidas ocasiones se ha señalado en los medios que Aranda es miembro de la organización de ultraderecha El Yunque. En su libro El Ejército de Dios, el periodista Álvaro Delgado documenta (página 188) la militancia de Ana Teresa Aranda en organizaciones de ultraderecha, como la Asociación Cívica Femenina (Ancifem).